# 夜久野郵便局
夜久野郵便局（やくのゆうびんきょく）は、京都府福知山市にある郵便局。民営化前の分類では集配特定郵便局であった。

## 概要
住所：〒629-1399 京都府福知山市夜久野町額田新枠1289-1

## 沿革
- 1874年（明治7年）12月16日 - 額田（ぬかた）郵便取扱所として開設[1]。
- 1875年（明治8年）1月1日 - 額田郵便局（五等）となる。
- 1885年（明治18年）10月1日 - 貯金取扱を開始。
- 1891年（明治24年）1月16日 - 為替取扱を開始。
- 1969年（昭和44年）10月24日 - 中夜久野郵便局から和文電報配達事務の一部[2]を移管[3]。
- 1973年（昭和48年）10月24日 - 電話交換業務を福知山電報電話局に移管。
- 1989年（平成元年）6月19日 - 夜久野郵便局に改称するとともに、直見郵便局から集配業務を移管。
- 2007年（平成19年）10月1日 - 民営化に伴い、併設された郵便事業福知山支店夜久野集配センターに一部業務を移管。
- 2012年（平成24年）10月1日 - 日本郵便株式会社の発足に伴い、郵便事業福知山支店夜久野集配センターを夜久野郵便局に統合。

## 取扱内容
- 郵便、印紙、ゆうパック、内容証明
- 貯金、為替、振替、振込、国際送金、国債
- 生命保険、バイク自賠責保険
- ゆうちょ銀行ATM
- 福知山市の内、旧天田郡夜久野町域（〒629-13xx区域）の集配業務

## 周辺
- 福知山市役所夜久野支所
- 福知山市立明正小学校
- 牧川

## アクセス
- JR山陰本線 下夜久野駅から東へ約300m（徒歩約6分）
- 福知山市営バスふれあいやくの号（コミュニティバス）・京都交通 畑口停留所下車
- 国道9号沿い
- 駐車場あり：4台